# Röstskådespelare

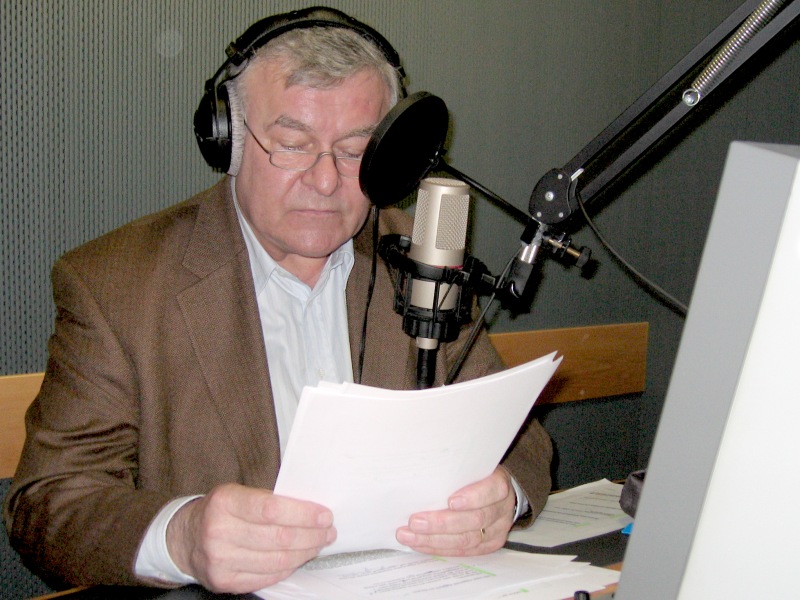
Tyske skådespelaren Joachim Kerzel i en inspelningstudio.

Röstskådespelare eller dubbare är en skådespelare som gör en röst till en rollfigur i en film, en TV-serie, talböcker, i TV-reklam eller datorspel. Ren barnfilm dubbas i regel alltid på det lokala språket, medan olika länder och språkområden har olika mycket dubbning/textning av film för andra målgrupper.

## I Sverige och i andra länder
I Sverige dubbas i princip aldrig spelfilm som riktar sig till vuxna tittare, men importerade barn-TV-serier och barnfilmer dubbas oftast. I länder som Tyskland, Frankrike, Italien och länder i Sydamerika är det dock vanligt att man dubbar även vanliga spelfilmer. De tillhör stora språkområden där den mer kostnadskrävande (i förhållande till textning) dubbningen ändå kan bli lönsam genom en större publik.

## Arbetsbeskrivning
När en röstskådespelare gör rösten sitter skådespelaren i ett ljudisolerat rum med hörlurar på, och har en mikrofon riktad mot munnen. Rösten spelas in samtidigt som filmscenen spelas upp på en timer-försedd TV-monitor framför dubbaren. Dubbaren har också ett manus med repliker som denne ska framföra så att det synkas ihop med händelser och munrörelser i filmscenen.
En röstskådespelare kan också medverka i reklamfilmer, där röster som låter bra bidrar till att höja varans upplevda kvalitet.

## Seiyū (Japan)
En seiyū (seiyuu eller seiyu; japanska: 声優) är en japansk röstskådespelare. Eftersom animerad film är ett stort medium i Japan kan en seiyū snabbt bli berömd på riksnivå och göra sitt dubbande av filmer och serier till ett heltidsjobb. En seiyū är oftast mer framgångsrik än andra röstskådespelare i andra länder och Japan har över 130 speciella seiyū-skolor.  Liknande skolor och system för röstskådespelare finns också i Sydkorea.